# Левтова Марина Вікторівна
Мари́на Ві́кторівна Ле́втова (рос. Левтова Марина Викторовна; 27 квітня 1959 — 27 лютого 2000) — радянська і російська кіноактриса. Заслужена артистка Росії (1999).

## Біографія
Марина Вікторівна Левтова народилася 27 квітня 1959 року в Мегіно-Кан-Галаському районі Якутії в сім'ї лікаря. Через розпорядження певних владних структур батько Левтової був змушений переїхати сюди ще до народження дочки. Згодом сім'я Левтових переїхала до Ленінграда, де пройшло дитинство і юність Марини.
Закінчила Всесоюзний державний інститут кінематографії.
З 1982 року — актриса кіностудії ім. М. Горького.
Загинула 27 лютого 2000 року за 2 місяці до свого 41-річчя, катаючись з сім'єю та друзями на снігоходах в селищі Раздори Одинцовського району Московської області. Левтова разом з дочкою Дарією сиділа на снігоході, яким керував бізнесмен Михайло Рудяк. В якийсь момент снігохід потрапив у глибокий рів та перевернувся. Дарія Мороз отримала невеликі травми, тоді як Левтова вдарилась головою об дерево і з черепно-мозковою травмою була доставлена до лікарні, де незабаром померла. Рудяк півроку пробув в комі, відновився, але через ускладнення в 2007 році знову впав в кому і помер.

## Фільмографія
Знялась у 50 фільмах:
- «Ключ без права передачі» (1976, Юля)
- «Тихі трієчники» (Алина Вадимівна)
- «Старі друзі» (Милочка)
- «Останній шанс» (1978, Надя Ніколаєва, учениця ПТУ, комсорг)
- «Коник» (1978, Ніна Головачова, подруга Олени)
- «Рідна справа» (1979)
- «Моя Анфіса» (1979, Анфіса)
- «Рафферті» (1980, Енн, дочка Рафферті)
- «Юність Петра» (1980, Ольга Буйносова)
- «На початку славних справ» (1980, Ольга Буйносова)
- «Кожен третій» (1980, Маша)
- «На чужому святі» (1981, Лариска)
- «Тричі про кохання» (1981, Лена, бібліотекар)
- «Інспектор ДАІ» (1982, вчителька історії Катерина Іванівна)
- «Владивосток, рік 1918» (1982, Шура, дружина Суханова)
- «Пацани» (1983, подруга Кості)
- «Життя Берліоза» (1983, Люба)
- «Тайговий моряк» (1983, Аня)
- «З життя начальника карного розшуку» (1983, суддя)
- «Клітка для канарок» (1983, працівниця вокзального телеграфу)
- «ТАРС уповноважений заявити...» (1984, Ольга)
- «Ще люблю, ще сподіваюся» (1984, Люся)
- «Милий, любий, коханий, єдиний...» (1984, мати Даші)
- «Віра, надія, любов» (1984)
- «Про кота...» (1985, Принцеса)
- «Секунда на подвиг» (1985, Раїса Новиченко)
- «Нагородити (посмертно)» (1986, Іра Алексєєва)
- «Державний кордон. Рік Сорок перший» (1986, Ольга Бєлова)
- «Таємниці мадам Вонг» (1986, шантажистка)
- «Перекид через голову» (1987, Ніна Максимівна, Асіна вчителька)
- «Візит до Мінотавра» (1987, перша дружина Страдіварі)
- «Лілова куля» (1987, Царівна-жаба)
- «Нехай я помру, господи…» (1988, вихованка дитбудинку)
- «У бору брусниця» (1989, Олена, молода дружина Михайла)
- «Підземелля відьом» (1990, Біллегуррі (Белогурочка) — дочка і спадкоємиця вождя дружнього Землі племені)
- «Час печалі ще не прийшов» (1995) тощо.

Також знімалась в українських кінокартинах:
- «Напередодні прем'єри» (1978, Лера)
- «Наближення до майбутнього» (1986, Саша Крапивіна)
- «Любочка» (1984, т/ф, Любочка)
- «Каталажка» (1990)